# Купянск
Ку́пянск (укр. Ку́п'янськ) — город в Харьковской области Украины, административный центр Купянского района и Купянской городской общины. Крупный железнодорожный узел на востоке страны.

## Географическое положение
Город Купянск находится на расстоянии 116 км от Харькова на обоих берегах реки Оскол в месте впадения в неё реки Купянка (правый приток) на востоке Харьковской области.
Выше по течению на расстоянии в 1,5 км расположено село Голубовка. Выше по течению реки Купянка примыкает село Московка. К городу примыкают сёла Кучеровка, Подолы и Радьковка. Через город проходят автомобильные дороги Т-2109 и Р-07.
В городе расположен крупный железнодорожный узел, станции Купянск, Эстакадный, Платформа 523 км, Заосколье, Оливино, Бригадный, Купянск-Сортировочный, Купянск-Узловой.

## История

### От основания города до начала XX века
Купянск был основан в 1675 году, когда белгородский воевода Григорий Ромодановский определил группе беженцев с Правобережной Украины место поселения у впадения речки Купянки в Оскол. Там же на меловой горе для защиты поселения от крымскотатарских набегов была построена небольшая Купянская крепость, впоследствии расширенная и вошедшая в состав Изюмской черты и Изюмского слободского полка. Встречающаяся иногда дата основания Купянска 1655 год ошибочна.
1708 г.— Декабря 18. Азов, а к нему города: …Купчинка.
25 сентября 1779 года городку Купенке был присвоен статус город Купенск, Воронежскаго Наместничества, уезда Купенскаго и с 1779 года Купянск стал уездным городом.
В 1780 году город Купянск вошёл в состав Воронежского наместничества, в 1797 году — в состав Слободско-Украинской губернии.
В 1807 году было открыто Купянское просветительное училище, в 1819 году — Купянское духовное училище.
В 1871 году здесь действовали маслобойный, свече-сальный и три кирпичных завода.
В 1872 году на базе женского отделения Купянского училища открылась Купянская женская гимназия.
В 1886 году было открыто Купянское Александровское ремесленное училище.
В 1893 году численность населения составляла 3450 человек, здесь имелось 815 домов (796 деревянных и 19 каменных), действовали ремесленное училище, духовное училище, женская прогимназия и 52 торговые лавки.
В 1895 году вблизи Купянска прошла железнодорожная линия Балашов-Купянск-Харьков, Харьков-Лисичанск и в конце XIX века Купянск стал железнодорожным узлом.
По данным переписи 1897 года в Купянске жили 6 893 человек, из них 5 981 (86,77 %) указали украинский (в переписи — «малорусский») язык родным, русский («великорусский») — 796 (11,55 %), другие языки — 116 (1,68 %).
Во время революции 1905—1907 годов жители Купянска участвовали в Октябрьской всероссийской политической стачке 1905 года.

### Революция и гражданская война на Украине
После Февральской революции, с 29 марта 1917 года в Купянске началось издание местной газеты «Голос народа».
В декабре 1917 года в Купянске была установлена Советская власть. В ходе гражданской войны власть несколько раз менялась: c января до апреля 1918 город входил в «красную» Донецко-Криворожскую Республику, в апреле 1918 года был оккупирован немецкими войсками и был включён в состав Украинской державы гетмана П. П. Скоропадского.
22 сентября 1918 года на участке от Глухова до Купянска из советских партизанских и повстанческих отрядов началось формирование 2-й повстанческой дивизии РККА, 18 ноября 1918 года получившей задачу вести разведку в направлении на Купянск, в дальнейшем, в конце декабря 1918 года Купянск заняли части оперативной группы И. С. Кожевникова, действовавшей против воронежской группы войск Донской армии генерала П. Н. Краснова.
После перехода в наступление войск ВСЮР, в конце мая 1919 года к Купянску начала отступление 13-я армия РККА, 1 (13) июня 1919 года город заняли войска белого Юга России.
15 августа 1919 года ударная группа войск Южного фронта РККА под командованием В. И. Селивачёва перешла в наступление в стык между Добровольческой и Донской армиями ВСЮР в направлении на Бирюч, Валуйки и Купянск с задачей занять Валуйки и Купянск. 27 августа 1919 года передовые части РККА вышли к Купянску, но начавшиеся бои на флангах заставили ударную группу отступить к рубежу реки Сейм.
24 ноября 1919 года штаб Южного фронта РККА поручил левофланговым соединениям 13-й армии и 1-й Конной армии после перехода сил фронта в наступление нанести удар на Купянск, в котором были сосредоточены части 2-го и 3-го Кубанских и 4-го Донского конных корпусов и 3 бронепоезда ВСЮР. 16 декабря 1919 года северо-восточнее Купянска 42-я стрелковая дивизия РККА разгромила два кавалерийских полка 3-го Кубанского корпуса ВСЮР, после чего вышла на подступы к городу, из которого начали отход на юг стремившиеся избежать окружения части ВСЮР.

### Межвоенный период
По данным переписи 1926 года, украинцы составляли 88,3 % населения города, русские — 9,0 %. Украинский язык родным назвали 66,2 % населения Купянска, русский — 32,3 %.
В 1937 году был построен сахарный завод, также до войны были построены пивоваренный и маслодельный заводы.

### Вторая мировая война
В ходе Великой Отечественной войны правительство УССР эвакуировалось из Киева в Харьков, а затем в Купянск (поэтому Купянск считался третьей столицей Украины). С 25 октября 1941 по 24 июня 1942, с 4 по 17 февраля 1943 и с 16 марта по 23 августа 1943 года Купянск был административным центром Харьковской области.
24 июня 1942 года нагорная часть города была оккупирована немецкими войсками (пригород Заосколье — на несколько дней позже).
2-3 февраля 1943 года в ходе Ворошиловградской операции город освобождён советскими войсками 15-го ск 6-й армии Юго-Западного фронта в составе:
- - 350-я стрелковая дивизия (полковник Зверев Григорий Александрович);
  - 172-я стрелковая дивизия (полковник Тимофеев, Николай Сергеевич);
  - 115-я танковая бригада (полковник Мельников, Антон Михайлович);
  - 212-го отдельного танкового полка (подполковник Шульгин, Борис Владимирович[33].

Весной 1943 года через Купянск проходил первый рубеж обороны, на котором перед началом сражения на Курской дуге были сосредоточены резервы Юго-Западного фронта РККА.
В годы войны 8810 жителей города и Купянска-Узлового воевали на фронтах в рядах РККА и Советской армии; из них погибли 3995 воинов; 3854 из них были награждены орденами и медалями СССР. Купянчане Л. Д. Чурилов, Н. П. Чалый, А. Е. Вербицкий, И. И. Сидоренко за подвиги на войне удостоены звания Герой Советского Союза; мл. лейтенант А.А. Печерица бросился с гранатами под гусеницы немецкого танка.

### Послевоенное восстановление
В 1947 году в городе было 48 библиотек с книжным фондом 148 тысяч томов.
В четвёртой пятилетке было отстроено около 34 тыс. м² жилого фонда, проведены значительные работы по благоустройству и озеленению города. В 1953 году здесь действовали кирпично-черепичный завод, силикатный завод, известковый завод, сахарный завод, маслодельный завод, сельхозтехникум, училище, зооветеринарная школа, акушерская школа, две средние школы рабочей молодёжи, 5 средних школ, 4 семилетние школы, 2 начальные школы, Дом культуры, 3 кинотеатра, 35 библиотек, 8 клубов и стадион.
В 1966 году население составляло 37266 человек; здесь действовали множество промышленных предприятий и гражданский аэропорт.
В 1971 году численность населения города составляла 35 тыс. человек, здесь действовали машиностроительный завод, литейный завод, завод железобетонных конструкций, завод скобяных изделий, швейная фабрика, домостроительный комбинат, молочно-консервный завод, мясокомбинат и несколько других предприятий (пищевой промышленности, по производству мебели и строительных материалов).
В 1981 году здесь действовали машиностроительный завод, завод хозяйственных изделий, домостроительный комбинат, комбинат строительных материалов, завод железобетонных конструкций, мебельный цех Чугуевской мебельной фабрики, швейная фабрика, завод мясо-костной муки, молочно-консервный комбинат, мясокомбинат, сахарный комбинат, пивоваренный завод, пищевкусовая фабрика, предприятия по обслуживанию железнодорожного транспорта, райсельхозтехника, комбинат бытового обслуживания и несколько других предприятий, а также автотранспортный техникум, медицинское училище, три ПТУ, 13 общеобразовательных школ, музыкальная школа, спортивная школа, три больницы и шесть иных лечебных учреждений, Дом культуры, три клуба, кинотеатр, 22 библиотеки и историко-краеведческий музей.

### Независимая Украина
После провозглашения независимости Украины здесь был оборудован железнодорожный таможенный пост «Купянск» Харьковской таможни, который находится в зоне ответственности Харьковского пограничного отряда Восточного регионального управления ГПСУ.
Осенью 2003 года Купянское хлебоприёмное предприятие было признано банкротом и ликвидировано.
В соответствии с реформой системы профессионально-технического образования в Харьковской области, в январе 2016 года на баланс городского бюджета были переданы три учебных заведения: ПТУ № 34, Купянский профессиональный аграрный лицей (ПТУ № 64) и высшее профессиональное училище № 27. В октябре 2016 года Купянский профессиональный лицей и Купянский профессиональный аграрный лицей были ликвидированы — их присоединили к высшему профессиональному училищу № 27 и переименовали в Купянский региональный центр профессионального образования.

### В ходе российского вторжения 2022 года
Оккупация
С 27 февраля город был оккупирован российскими войсками. В отношении мэра города Геннадия Мацегоры Харьковской областной прокуратурой были выдвинуты обвинения в посягательстве на территориальную целостность и неприкосновенность Украины, а также в госизмене.
Наступление ВСУ
10 сентября 2022 года западную часть города освободили украинские войска, 16 сентября 2022 года левобережная часть Купянска была освобождена спецподразделением Kraken. С оперативной точки зрения потеря даже части города имела решающее значение, поскольку снабжение российских войск под Изюмом шло через железнодорожную станцию Купянск-узловой. 12 сентября над городом был поднят украинский флаг. 18 сентября появились сообщения об освобождении подразделениями ВСУ восточной части города, отделённой от западной рекой Оскол.
Повторное наступление ВС РФ

## Население
В январе 1959 года численность населения составляла 25 644 человек.
В январе 1989 года численность населения составляла 35 001 человек.
В январе 2025 года численность населения составляла 900 человек.
По данным переписи 1926 года, украинцы составляли 88,3 % населения города, русские — 9,0 %.
По данным переписи 2001 года, украинцы составляли 77,73 % населения Купянска, русские — 16,20 %.

### Языковой состав
Родной язык населения по данным переписи 1897 года:
| Язык                       | Численность, чел. | Доля     |
| -------------------------- | ----------------- | -------- |
| Украинский («малорусский») | 5 981             | 86,77 %  |
| Русский («великорусский»)  | 796               | 11,55 %  |
| Другие                     | 116               | 1,68 %   |
| Итого                      | 6 893             | 100,00 % |

По данным переписи 1926 года, украинский язык родным назвали 66,2 % населения Купянска, русский — 32,3 %.
Родной язык населения по данным переписи 2001 года:
| Язык       | Численность, чел. | Доля     |
| ---------- | ----------------- | -------- |
| Украинский | 25 115            | 78,03 %  |
| Русский    | 6 307             | 19,59 %  |
| Другое     | 765               | 2,38 %   |
| Итого      | 32 187            | 100,00 % |

Украинский язык является основным и единственным официальным языком города.
Вторжение России на Украину спровоцировало новую волну украинизации в городе, всё больше людей предпочитают говорить на украинском языке.
Во время оккупации Купянска Россией в 2022 году оккупационные власти принимали меры для русификации города.

## Промышленность
- Купянский молочноконсервный комбинат.
- Купянский сахарный комбинат (банкрот).
- Купянский хлебозавод «Кулиничи».
- Купянский хлебозавод № 8.
- Купянский мясокомбинат.
- Купянский машиностроительный завод.
- Купянский силикатный завод (в поселке Купянск-Узловой).
- Пивоваренный завод «Бел-Гер».
- Завод железобетонных конструкций ЗЖБК-11.
- Купянская городская типография.
- СП «УВРК» (Украинская Восточная Рыбная Компания)[54], теперь U.F.C.
- Купянский завод «Метиз».

## Объекты социальной сферы
- Школа-детский сад № 2, № 4, № 7.
- 6 детских садов.
- 9 общеобразовательных школ, одна из них имени Героя Советского Союза Н. Ф. Химушина
- 3 гимназии.
- Купянский автотранспортный колледж.
- Купянский медицинский колледж
- Купянский региональный центр профессионального образования
- 3 музыкальные школы.
- Автошкола.
- 4 стадиона («Спартак», «Локомотив», «Оскол», «Металлург»), 2 бассейна.
- 2 спортшколы.
- 4 дома культуры.
- 3 библиотеки.
- Музей.
- 3 парка культуры и отдыха.

## Достопримечательности
- Памятник воинам-землякам, погибшим на фронтах Великой Отечественной войны. 1941—1945 гг.
- Памятник Химушину Н. Ф. — Герою Советского Союза. 1943 г.
- Первый на Украине памятник медицинской сестре. С 1 сентября 2004 года.
- Памятник Т. Г. Шевченко. Август 2009 г.
- Краеведческий музей (разрушен российским обстрелом в 2023 году)[55].
- Никольский собор (Купянск) — с 2012 кафедральный Изюмской и Купянской епархии.
- Покровская церковь (Купянск).
- Памятник командирше бронепоезда Л. Г. Макиевской, 1964 г. (автор Чаленко В. Н., № 209-Ха реестра памятников).
- Памятник байбаку, символу города.
- Памятник творчества Николая Сядристого.

## Город в культуре
- Купянск неоднократно упоминается в повести Виктора Некрасова «В окопах Сталинграда». События глав 2—4 происходят в Купянске и его окрестностях (Петропавловка).
- Считается, что Александр Довженко в своём рассказе «Воля до життя» (с укр. — «Воля к жизни») описал Купянск, а точнее школу I—III ступеней № 1, где в то время находился госпиталь[источник не указан 2381 день].
- В российском сериале «Карамболь»[56] город упоминается под переделанным названием Крупьенск (Крупьянск). Действия происходят в селе на берегу реки Оскол вблизи Купянска.
- В фильме «Баллада о солдате» есть эпизод, в котором Юрий Левитан по радио сообщает о городе, употребляя неправильное[уточнить] ударение: «Советские войска освободили город Купянск».